# Tulipa gesneriana
Tulipa gesneriana L. è una pianta bulbosa appartenente alla famiglia delle Liliacee, originaria della Turchia.

## Descrizione

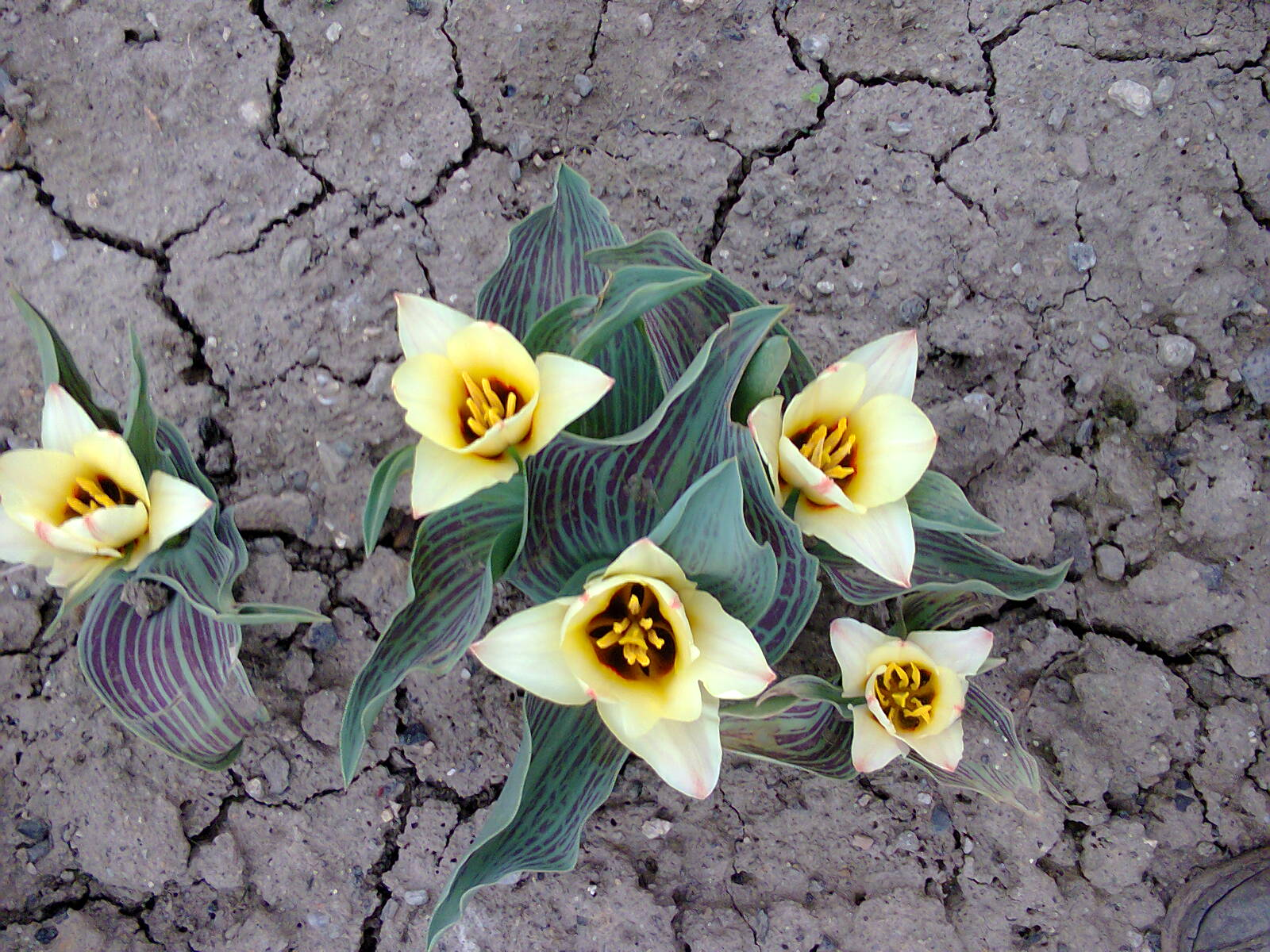
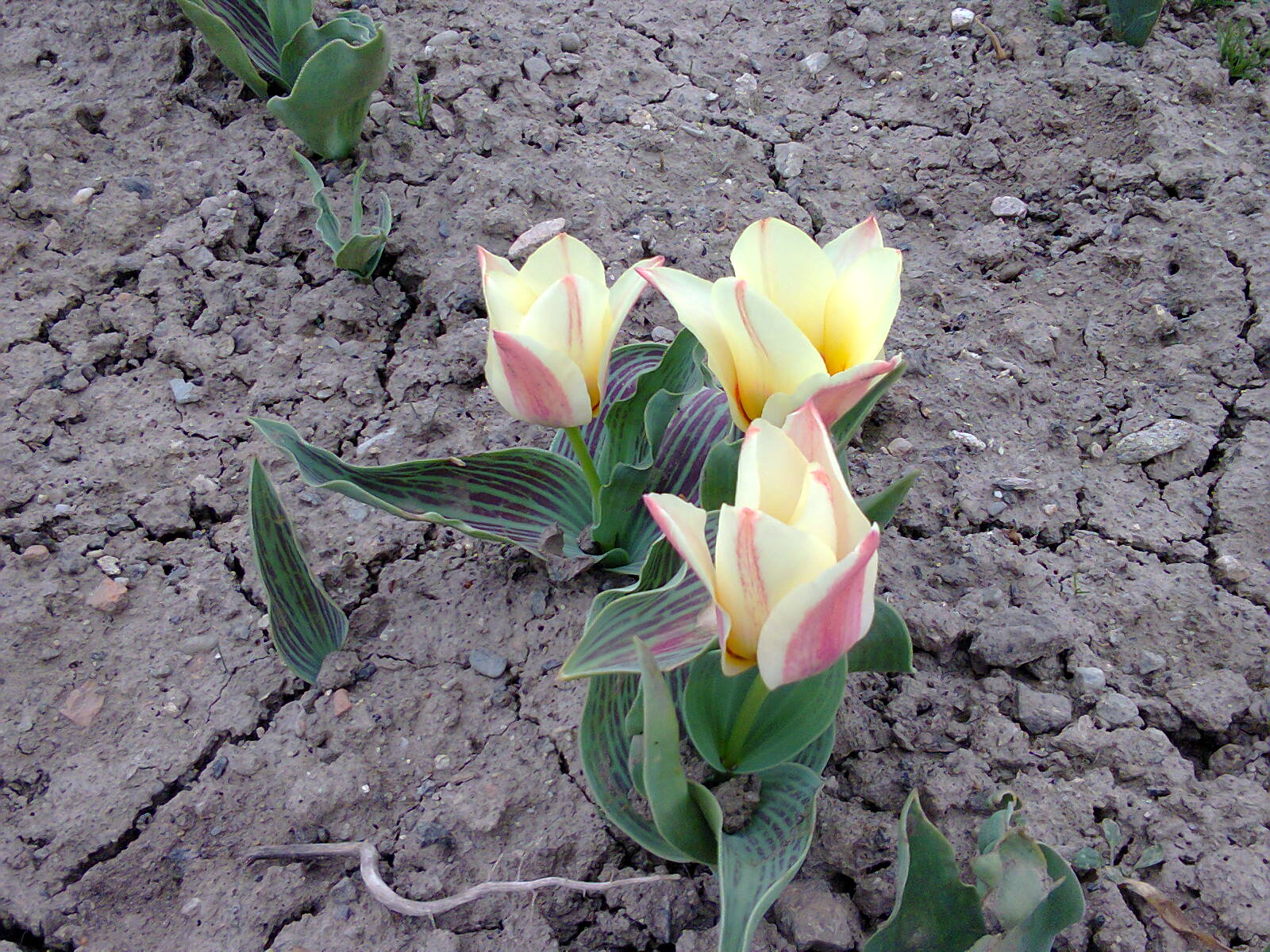
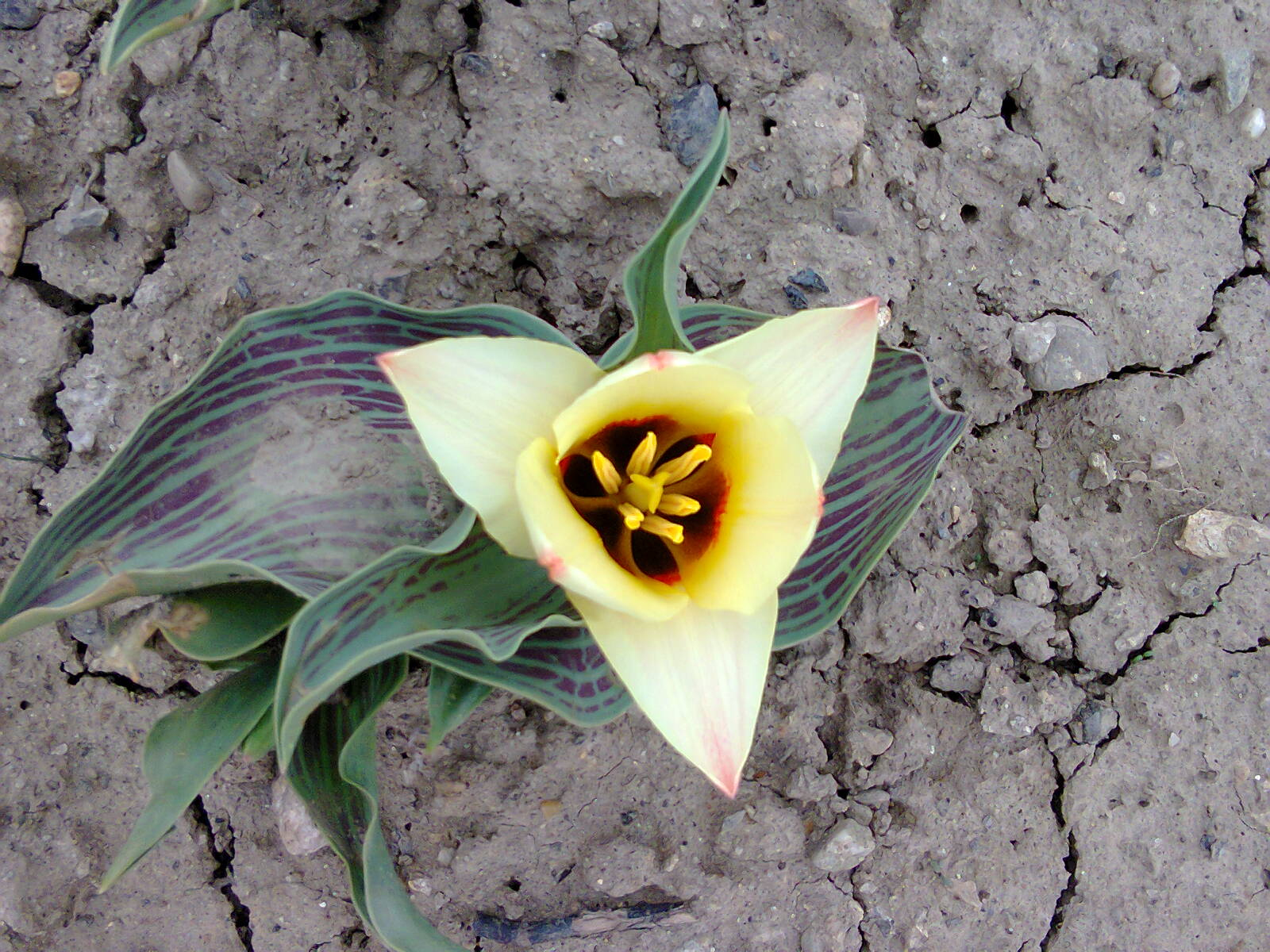